# Ophiocordyceps aphodii
Ophiocordyceps aphodii är en svampart som först beskrevs av Mathieson, och fick sitt nu gällande namn av G.H. Sung, J.M. Sung, Hywel-Jones & Spatafora 2007. Ophiocordyceps aphodii ingår i släktet Ophiocordyceps och familjen Ophiocordycipitaceae.   Inga underarter finns listade i Catalogue of Life.